# Hotel Kämp
El Hotel Kämp (en finés: Hotelli Kämp) es un hotel histórico en Helsinki, la capital de Finlandia. 
El hotel, construido originalmente en 1887 por Carl Kamp, fue diseñado por Theodor Hoijer. El edificio fue demolido y la fachada fue reconstruida en 1965. La sede del banco Kansallis-Osake-Pankki (ahora parte de Nordea) se encontró en el edificio durante casi tres décadas, hasta 1995. 
Un importante proyecto de restauración, iniciado en 1996, culminó con la reapertura del hotel Kämp en 1999 como una instalación de lujo propiedad de Starwood Hotels & Resorts Worldwide.